# Petr Šivic
Petr Šivic (* 16. října 1957, Gottwaldov) je bývalý český hokejový obránce.

## Hokejová kariéra
V československé lize hrál za TJ Gottwaldov. Odehrál 4 ligové sezóny, nastoupil v 82 ligových utkáních, dal 5 gólů a měl 5 asistencí. V nižších soutěžích hrál i za TJ Meochema Přerov a během vojenské služby za B-tým Dukly Trenčín - VTJ Topoľčany.

## Klubové statistiky
| 1976/1977 | TJ Gottwaldov      | 1. liga | 20 | 3 | 0 | 3 | -  |
| 1977/1978 | TJ Gottwaldov      | 2. liga | -  | 3 | - | - | -  |
| 1978/1979 | TJ Gottwaldov      | 1. liga | 28 | 1 | 0 | 1 | -  |
| 1980/1981 | VTJ Topoľčany      | 2. liga | -  | - | - | - | -  |
| 1981/1982 | TJ Gottwaldov      | 1. liga | 9  | 0 | 2 | 2 | -  |
| 1982/1983 | TJ Gottwaldov      | 1. liga | 25 | 1 | 3 | 4 | 16 |
| 1982/1983 | TJ Meochema Přerov | 2. liga | -  | - | - | - | -  |
| 1983/1984 | TJ Meochema Přerov | 2. liga | -  | - | - | - | -  |
| 1984/1985 | TJ Meochema Přerov | 2. liga | -  | - | - | - | -  |